# Landelijke fietsroute 8
De Landelijke fietsroute 8 of LF8 was een LF-route in het oosten van Nederland tussen Ommen en Winterswijk, een route van ongeveer 100 kilometer. Het was een korte verbindingsroute en had daarom geen naam.
Het fietspad liep door de provincies Overijssel en Gelderland en door de streken Salland, Twente en de Achterhoek. 
De route van Ommen naar Winterswijk had het nummer LF8a en de route in omgekeerde richting LF8b.